# Диманово
Диманово е село в Южна България. То се намира в община Неделино, област Смолян.

## География
Село Диманово се намира в планински район в Родопите. Разположено е в подножието на връх Еленка по протежението на едно от билата му и от двата бряга на Диманска ряка. Реката дели селото на две части – Махалата и Колибите. Разстоянието между двете части е около километър и половина.
Селото е на около шестдесет километра югоизточно от град Смолян и на петнайсетина километра северно от общински център Неделино. Надморската му височина е 676 метра. Намира се на 41 градуса и 28 секунди северна ширина и 25 градуса и 7 секунди източна дължина.

## История
Диманово е малко село. Населението никога не е надвишавало 250 жители. От средата на 20 век до към 90-те му години е нараства от 70 на 244 души (към 01. 01. 1985 г.). миграцията е сравнително слаба. По-сериозно обезлюдявана започва от деветдесетте години на 20 век и началото на новото столетие. По години картината е била следната: 1900 – 65 жители; 1950 – 72 жители; 1960 – 120 жители; 1970 – 176 жители; 1980 – 176 жители; 1980 – 223 жители; 1990 – 244 жители; 2000 – 240 жители; към 13. 09. 2005 година е 152 жители.
Причините за намаляване броя на населението, освен икономически са свързани и с това, че в последно време се раждат все по-малко деца. Няма и никакви нови заселвания. В миналото основен поминък на хората е дребното животновъдство и земеделието. През миналия век основен става тютюнопроизводството, по-малко картофопроизводството. То задоволявало предимно нуждите на семейството като основна храна, а остатъкът е използван за храна на животните. Днес тютюнът продължава да е основен поминък, разчита се на развитието на екологичния и селския туризъм.

## Културни и природни забележителности
Основните природни забележителности са свързани със заобикалящите масиви на Родопите, както и със съхранената стара архитектура, местният фолклор.